# Berufsmaturität
Die Berufsmaturität (auch Berufsmatur[a]) ist ein eidgenössischer Abschluss in der Schweiz und in Liechtenstein, der nach der Sekundarschule innerhalb von drei bis vier Jahren parallel zu einer beruflichen Grundausbildung während der Berufslehre oder nach einer regulären Berufslehre in einjährigem Vollzeitunterricht oder in zwei Jahren nebenberuflich in Teilzeitunterricht erworben wird. Mit dem Abschluss an einer Berufsmaturitätsschule bzw. Berufsmittelschule (BMS) wird dem Schüler die Berufsmaturität zuerkannt, die als Fachhochschulreife zum prüfungsfreien Eintritt und zum Studium einer einschlägigen Fachrichtung an einer Fachhochschule berechtigt. In der Schweiz schliessen jährlich rund 14'000 Personen die Berufsmaturität ab.
Ein Studium an einer Universität oder ETH ist mit der Berufsmatura nicht möglich. Dazu wird die eidgenössische Maturität benötigt, die über ein Passerellenjahr mit Ergänzungsprüfungen oder der Maturitätsschule für Erwachsene erworben werden kann.

## Geschichte
Die Idee der Berufsmatur entstand Ende der 1960er aus der Konkurrenz der gymnasialen Schulen auf der einen und den Berufsschulen auf der anderen Seite: Der Berufslehre liefen die „guten“ Schüler in Richtung Gymnasium weg. Die Berufsmatur wurde dann 1970 als freiwilliger Kurs der Berufsschule eingeführt. Gesetzlich vollständig verankert wurde die Berufsmatura in der Schweiz 1980 mit dem dritten Berufsbildungsgesetz. Heute verwendet man die Bezeichnung Berufsmaturität.

## Voraussetzungen und Weiterbildung
Für die Zulassung zur lehrbegleitenden Schulausbildung für die Berufsmatura ist neben dem Einverständnis des Ausbildungsbetriebes (etwa im Lehrvertrag) auch eine Aufnahmeprüfung zu bestehen. Die Schulausbildung wird meist an einem Tag in der Woche durchgeführt, die restlichen Werktage gehören der Berufsausbildung. Auch nach bestandener Berufsausbildung (Lehre) kann die Schulausbildung zur Berufsmatura in Vollzeitform nachgeholt werden. Mit der Berufsmatur hat man die Möglichkeit, sich an einer Fachhochschule prüfungsfrei einzuschreiben. Dies variiert allerdings stark von Fachhochschule zu Fachhochschule. Die ZHAW führt zusätzliche Eignungsprüfungen durch.

## Fachrichtungen der Berufsmaturitätsschulen
Die BMS-Ausrichtungen sind gemäss der Eidgenössischen Berufsmaturitäts-Verordnung (BMV):
- Technik, Architektur, Life Sciences (Schwerpunkte Mathematik, Physik, Chemie oder Biologie)
- Natur, Landschaft und Lebensmittel (Schwerpunkte Biologie, Chemie, Physik)
- Wirtschaft und Dienstleistungen (Schwerpunkte Finanz- und Rechnungswesen sowie Wirtschaft und Recht)
- Gestaltung und Kunst (Schwerpunkte Gestaltung / Kultur / Kunst und Information / Kommunikation)
- Gesundheit und Soziales (Schwerpunkt Sozialwissenschaften: Soziologie / Psychologie / Philosophie)

## Bildungsplan
Allen BM-Klassen gemeinsam sind die 6 Grundlagenfächer: erste Landessprache, zweite Landessprache, eine dritte Sprache (Landessprache oder Fremdsprache), Mathematik, Volkswirtschaft/Betriebswirtschaft/Recht, Geschichte/Staatskunde, sowie ein Ergänzungsfach (wie z. B. Informatik, Spanisch, Kunstgeschichte, Geographie usw.)
Die BM-Schüler werden bei einer parallelen Berufsausbildung (Lehre) während dreier Wochentagen in ihren Lehrbetrieben praxisbezogen ausgebildet, besuchen an einem Wochentag die Berufsfachschule und an einem weiteren Wochentag die Berufsmittelschule. Schulfächer der Berufsschule werden in der BMS unterrichtet, soweit der Lehr- und Unterrichtsplan dies für beide Schulformen vorsieht.

## Passerelle
Mit der neuen Passerelle ist es möglich, nach Erwerb des Berufsmaturitätszeugnisses (BM-Zeugnis, einschliesslich zweier Fremdsprachen) ein zusätzliches Schuljahr zu absolvieren und mit einer Prüfung zur vollwertigen Maturität (Hochschulreife) abzuschliessen und damit die Studienberechtigung für ein universitäres Hochschulstudium in der Schweiz zu erwerben.
Ausländische Universitäten und Fachhochschulen sind nicht zur Aufnahme von Passerelle-Absolventen verpflichtet.
Ebenso ist es möglich, die Matura für Erwachsene zu besuchen und die offizielle Maturitätsprüfung der Schweiz zu absolvieren. Dies dauert normalerweise 3½ Jahre, mit abgeschlossener Berufsmatura ist es unter gewissen Umständen möglich, später einzusteigen.